# Pseudocyclopia caudata
Pseudocyclopia caudata är en kräftdjursart som beskrevs av T. Scott 1894. Pseudocyclopia caudata ingår i släktet Pseudocyclopia och familjen Pseudocyclopiidae. Inga underarter finns listade i Catalogue of Life.